# Резиденц-оркестр
Резиденц-оркестр (нід. Residentie Orkest), званий також Гаазьким філармонічним оркестром — нідерландський симфонічний оркестр, що базується в Гаазі. Заснований у 1904 р. диригентом Генрі Віотта.

## Керівники оркестру
- Генрі Віотта (1904—1917)
- Петер ван Анроой (1917—1935)
- Джордж Селл (1936—1937)
- Фріц Схурман (1938—1949)
- Віллем ван Оттерлоо (1949—1973)
- Жан Мартінон (1975—1976)
- Фердинанд Ляйтнер (1976—1980)
- Ганс Вонк (1980-1991)
- Євген Свєтланов (1992—2000)
- Яап ван зведена (2000—2005)
- Нееме Ярві (з 2005 року)